# Xylophanes diogenes
Xylophanes diogenes är en fjärilsart som beskrevs av J. Peter Maassen 1880. Xylophanes diogenes ingår i släktet Xylophanes och familjen svärmare. Inga underarter finns listade i Catalogue of Life.